# Масалов Микола Іванович
Микола Іванович Масалов (рос. Никола́й Ива́нович Масало́в; 10 грудня 1922 — 20 грудня 2001) — радянський піхотинець, старший сержант, учасник Другої світової війни, почесний громадянин міста Берліна, міста Вайсенфельс і селища Тяжин.

## біографія
Народився 10 грудня 1922 року в селі Вознесенка (нині Тисульський район, Кемеровська область)
У грудні 1941 року покликаний Тисульським райвійськкоматом Томського округу Новосибірської області, в місті Томськ, де тоді формувалася сибірська 443-тя стрілецька дивізія. У процесі формування дивізія отримала порядковий номер 284, що належав раніше дивізії, розформованій на Південно-Західному напрямку. Масалов, як і багато призовників-тисульчан потрапив в 1045-й стрілецький полк. Тут він проходив бойову підготовку по військовій спеціальності «мінометник».
З 16 березня 1942 року 284-та стрілецька дивізія початла висуватись на лінію оборони Брянського фронту. З'єднання дивізії з 16 квітня по 18 травня 1942 року розташувалися на рубежі в районі села Мелеве (нині прикордонні території Покровського і Верховского районів Орловської області). В кінці травня дивізія була перекинута в район міста Касторне, де приступила до створення протитанкового вузла. Бойове хрещення мінометник Микола Масалов отримав в районі станції Касторна Курської області з 1 по 5 липня 1942 року. Після 5 липня частини дивізії колонами і дрібними групами більше тижня пробивалися з оточення на північ, до Єльця. в ході відступу 13 липень Масалов був поранений вперше. У 20-х числах липня частини дивізії билися на рубежі Перекоповка — Озерки, в 80-ти км від Воронежа.
Учасник Сталінградської битви. З кінця листопада 1942 року по середину січня 1943 року брав участь у боях на Мамаєвому кургані, де 21 січня 1943 року одержав своє друге поранення.
1 березня 1943 року 284-й стрілецькій дивізії було присвоєно почесне найменування гвардійської і вона стала іменуватися 79-а гвардійська Червонопрапорна дивізія. 5 квітня полк, в якому служив Масалов, переіменували на 220-й гвардійський. У цей період Масалов подав заяву про прийом в ВКП (б). Брав участь у всіх операціях за участю 79-ї гвардійської дивізії
Учасник взяття Варшави, Вісло-Одерської операції та битви за Берлін.
Член ВКП (б) з 1945 року. Помер 20 грудня 2001 року в селищі Тяжин (Кемеровська область).

### Подвиг порятунку німецької дівчинки
30 січня 1945 року під ворожим вогнем Масалов врятував німецьку дівчинку, яка опинилася між двома фронтами.
Ось що писав про цю подію писам маршал Чуйков:
|  | За годину до початку артпідготовки для взяття аеродрому Темпельхоф прапороносець 220-го гвардійського стрілецького полку 79-ї гвардійської стрілецької дивізії сержант Микола Масалов приніс прапор полку до Ландвер-каналу. … Шлях до центру Тиргартена з півдня перекривав глибокий зі стрімкими бетонованими берегами канал. Мости і підступи до нього густо заміновані і щільно прикриті вогнем кулеметів. … До атаки гвардійців залишилося хвилин п'ятдесят. Настала тиша, як перед бурею, — тривожна, напружена. І раптом в цій тиші, яку порушували лише тріском пожеж, почувся дитячий плач. Немов десь із-під землі, глухо і заклично звучав голос дитини. Плачучи, вона повторював одне, зрозуміле всім слово: «Муттер, муттер …» «Здається, це на тій стороні каналу», — сказав товаришам Масалов. Він підійшов до командира: «Дозвольте врятувати дитину, я знаю, де вона». Повзти по Горбатому мосту було небезпечно. Площа перед мостом прострілювалася вогнем кулеметів та автоматичних гармат, не кажучи про міни і фугаси, заховані під землею. Сержант Масалов повз уперед, притискаючись до асфальту, часом ховаючись в неглибоких воронках від снарядів і мін. … Ось він перетнув набережну і сховався за виступом у бетонованій стінці каналу. І тут знову почув дитину. Та кликала матір жалібно, наполегливо. Вона ніби підганяла Масалова. Тоді гвардієць піднявся на повний зріст — високий, могутній. Блиснули на грудях бойові ордени. Такого не зупинять ні кулі, ні осколки … Масалов перекинувся через бар'єр каналу … Минуло ще кілька хвилин. На мить замовкли ворожі кулемети. Затамувавши подих, гвардійці чекали голос дитини, але було тихо. Чекали п'ять, десять хвилин … Невже марно ризикував Масалов? .. Кілька гвардійців, не змовляючись, приготувалися до кидка. І в цей час всі почули голос Масалова: "Увага! Я з дитиною. Прикрийте мене вогнем. Кулемет справа, на балконі будинку з колонами. Заткніть йому пельку! … "Тут почалася артпідготовка. Тисячі снарядів і тисячі куль ніби прикривали вихід радянського воїна з зони смерті з трирічною німецькою дівчинкою на руках. Її мати, ймовірно, намагалася втекти з Тиргартена, але есесівці почали стріляти їй у спину. Рятуючи доньку, вона сховалася під мостом і там померла. Передавши дівчинку санітаркам, сержант Масалов знову встав біля прапора полку, готовий до кидка вперед. |

## Нагороди
- Медаль «За оборону Сталінграда» (22 грудня 1942)
- Медаль «За відвагу» (29 січня 1944)
- Медаль «За бойові заслуги» (20 квітня 1945)
- Орден Слави 3-го ступеня (7 травня 1945)
- Медаль «За визволення Варшави»
- Медаль «За взяття Берліна»
- Медаль «За перемогу над Німеччиною у Великій Вітчизняній війні 1941—1945 рр.»
- Орден Вітчизняної війни 1-го ступеня (6 квітня 1985)

## Вшанування пам'яті

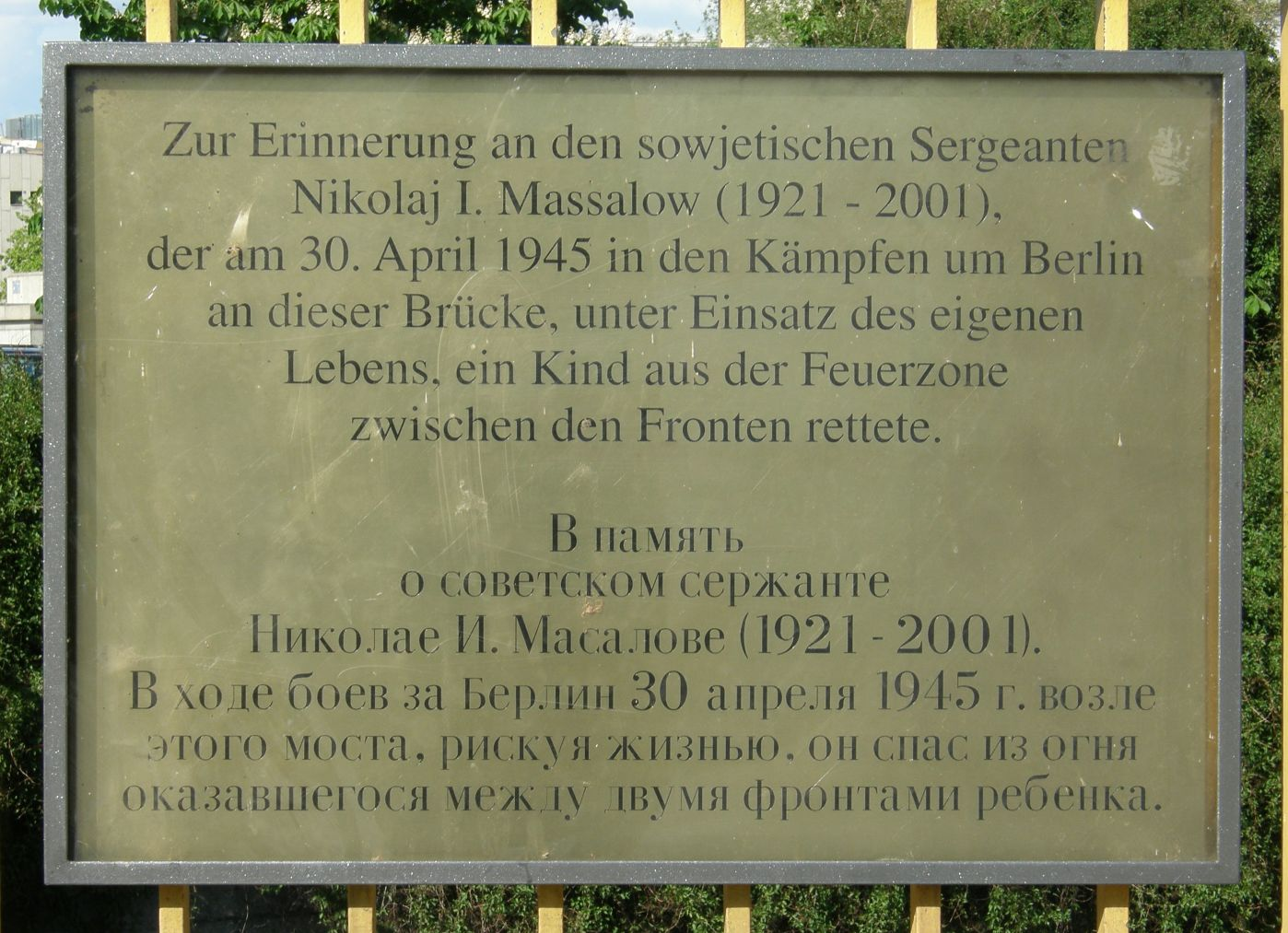
Меморіальна дошка на честь Масалова в Берліні

Подвиг Масалова ліг в основу пам'ятника «Воїн-визволитель» в Берліні.
В Берліні на одному з імовірних місць подвигу є меморіальна дошка.
В 2014 році російський поет Павло Великжанін присвятив подвигу Масалова вірш «Берлін залитий дощем вогню і сталі…».